# Anerincleistus stipularis
Anerincleistus stipularis är en tvåhjärtbladig växtart som först beskrevs av Henry Nicholas Ridley, och fick sitt nu gällande namn av J.F. Maxwell. Anerincleistus stipularis ingår i släktet Anerincleistus och familjen Melastomataceae. Inga underarter finns listade i Catalogue of Life.